# Comita I de Lacon-Zori
Comita I de Lacon-de Thori (tra il 1070 e il 1080 – 1116) fu giudice del Regno di Arborea.

## Biografia
Del suo regno non sono pervenuti documenti certi. Ebbe una figlia di nome Eleonora nel 1110 circa. Senza eredi maschi, con Comita I termina la casata dei Lacon-de Thori  sua figlia Eleonora sposerà il successore Gonnario II.